# Melanozosteria ayrensis
Melanozosteria ayrensis är en kackerlacksart som först beskrevs av M. Josephine Mackerras 1968.  Melanozosteria ayrensis ingår i släktet Melanozosteria och familjen storkackerlackor. Inga underarter finns listade i Catalogue of Life.